# Anna de Lituània

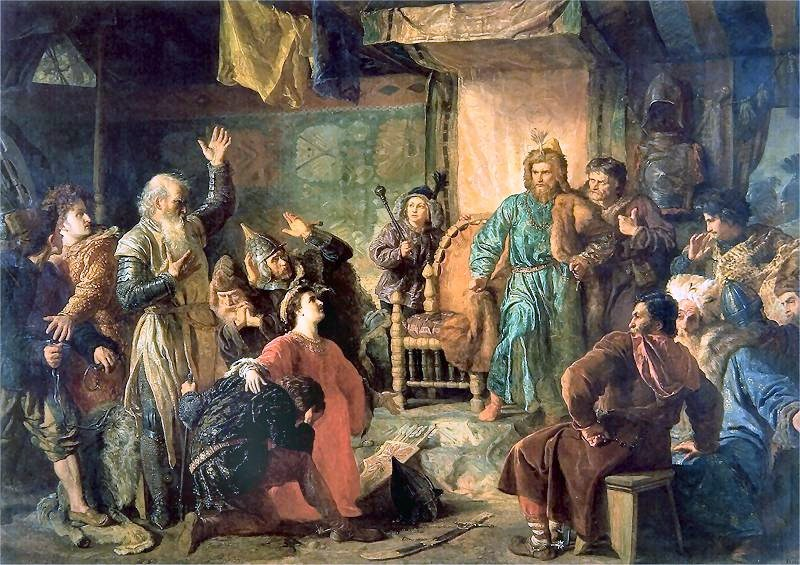
Kęstutis i el seu fill Vytautas el Gran empresonats a Kreva per Jogaila el 1382. Kęstutis va morir en el termini d'una setmana. Vytautas va romandre tancat durant dos mesos fins que va ser salvat per la seva dona Anna.

Anna — Ona (lituà)— (? - 31 de juliol de 1418 Trakai) va ser Gran Duquessa de Lituània (1392 - 1418). Probablement fos la primera dona de Vytautas el Gran, Gran Duc de Lituània. Anna va ser la mare de Sofia de Lituània, l'única filla de Vytautas, que es casaria amb Basili I de Moscou. És recordada per haver ajudat a Vytautas a escapar de la presó de Kreva el 1382, amb el qual probablement va salvar la seva vida. Es coneix poc de la vida d'Anna, i també els seus orígens són objecte de debat per part dels historiadors.

## Origen
Hi ha un considerable debat sobre els qui eren els pares d'Anna. Segons la Crònica de Bychowiec, posterior i dubtosa, Anna era germana de Yuri de Smolensk, l'últim governant sobirà de Smolensk. Un document de 1413 esmenta el «duc rus Basil» com a cunyat d'Anna. Així un dels germans d'Anna, i, per tant, de Yuri, es deia Basil. Durant molt de temps aquesta era l'única teoria sobre els seus orígens. Tanmateix, no hi ha d'altres fonts contemporànies que esmentin aquest parentiu, i es coneix que el Gran Ducat de Lituània i Smolensk van estar en guerra algunes vegades, segons el que relata la Primera Crònica Lituana –font que es va escriure en vida de Vytautas– informa fil per randa de guerres el 1386, 1395, 1401 i 1404, però no diu res d'aquest parentiu.
El 1933 l'historiador polonès Ignas Jonynas, va publicar un estudi on intenta desmentir la Crònica de Bychowiek i demostrar que Anna no era una duquessa ortodoxa de terres eslaves, sinó filla d'un noble local lituà. Ho argumenta afirmant que Anna era germana de Sudimantas, noble d'Eišiškės i comandant de l'exèrcit de Vytautas. La Crònica Teutona es refereix a Sudimantas com swoger de Vytautas, paraula que en aquest moment es feia servir per designar un cunyat. Un altre document de 1416 parla de Sudimantas com magen, que denotava un grau de parentesc, usualment de sang. Des de l'estudi de Jonynas, Sudimantas ha estat presentat tant com a germà d'Anna, com el seu pare o com el marit de la seva germana.
L'historiador polonès Jan Tęgowski no es mostra d'acord amb Jonynas i argumenta que tant Sudimantas com Lev de Drutsk –qui és esmentat també com swoger de Vytautas– estaven casats amb germanes de la primera esposa de Vytautas, la princesa Maria de Lukolm. Jonynas va expressar seriosos dubtes sobre l'existència real de Maria, filla d'Andréi. La informació sobre seu es troba a la mateixa dubtosa Crònica de Bychowiec. L'única font contemporània que parla de Maria data de 1440 - 1443 i parla de la divisió de les seves terres després de la seva mort. No esmenta cap relació amb Vytautas.

## Guerres civils
Anna i Vytautas van deure casar-se prop de 1370. La primera notícia sobre Anna és de 1382 quan el seu marit estava tancat al Castell de Kreva pel seu cosí Jogaila durant la Guerra Civil Lituana (1381-84). Mentre que tots els relats estan d'acord que ella va alliberar el seu marit, els detalls canvien de l'una a l'altra versió. No està clara la llibertat amb la qual comptava Anna a Kreva i si ella estava custodiada. A les Cròniques Lituanes es diu que tenia dues donzelles amb ella. Va convèncer una d'elles de què es canviés les robes amb Vytautas, que aconseguiria així de fugir. Wigand de Marburg afirmava que Vytautas es va vestir amb les robes d'Anna, no amb les d'una de les seves donzelles.
L'any 1389, quan l'intent del seu marit de capturar Vílnius va fracassar, ella era a Hrodna. Després que fracassés aquest atac, Anna el va acompanyar a parlamentar amb els Cavallers Teutònics, als quals Vytautas els va proposar una aliança contra els seus cosins Jogaila i Skirgaila en la Guerra Civil Lituana (1389-1392). Durant un temps, va quedar com a ostatge perquè Vytautas no trenqués l'aliança. Anna, el 1392, confirmaria el Pacte d'Ostrow, el tractat de pau que va convertir a Vytautas el Gran en Gran Duc de Lituània. Anna va signar dues cartes, una destinada a Jogaila i una altra a la seva dona Jadwiga de Polònia. Anna va continuar activa en la vida política i va ser en les negociacions per al Tractat de Salynas de 1398.

## Vida posterior
El 1400, Anna va visitar la tomba de Dorotea de Montau a Marienwerder (actual Kwidzyn), i va resar a les esglésies de Santa Anna a Brandenburg i de Santa Bàrbara a Oldenburg. Va ser acompanyada pel seu cunyat Sigismund Kęstutaitis i una escorta de 400 homes. A Anna se li van oferir luxosos regals i recepcions abundants. Anna va continuar mantenint bones relacions amb els Cavallers Teutònics, els qui li van enviar regals cars, entre els quals hi era un clavicordi i un orgue portàtil l'any 1408 i vi especial el 1416. Després de la seva mort a totes les esglésies de Prússia es van ordenar misses de rèquiem. Moltes cròniques i documents van registrar una interacció molt menys positiva entre Anna i Polònia.
Es creu que l'església de Santa Anna, construïda en el Castell de Vílnius abans de 1390 va ser nomenada així en honor d'Anna. Posteriorment se l'anomenaria església de Santa Bàrbara però no ha sobreviscut fins als temps actuals.
Després de la seva mort el 1418, Vytautas va voler casar-se amb la seva neboda Juliana Olshanski, filla d'Ivan Olshanski. L'historiador polonès Jan Długosz afirma que Ivan de Karáchev, el primer marit de Juliana, va ser assassinat per Vytautas amb la intenció de casar-se amb ella. El bisbe de Vílnius va rebutjar el matrimoni a causa del seu parentiu proper i els va instar a què demanessin el beneplàcit del papa. Finalment el bisbe de Wrocław va celebrar la cerimònia.